# Snowboard aux Jeux olympiques de 2014 - Half-pipe hommes
Navigation
Vancouver 2010 Pyeongchang 2018
Le half-pipe masculin des Jeux olympiques d'hiver de 2014 a lieu le 11 février 2014, les qualifications à 14 h 00, la demi-finale à 19 h 00 et la finale à 21 h 30, au parc extrême Rosa Khutor. L'épreuve est présente depuis les Jeux olympiques de 1998 qui se sont déroulés à Nagano, soit lors de la première apparition du snowboard aux Jeux d'hiver. Le double tenant du titre est l'Américain Shaun White qui a remporté l'épreuve à Vancouver en 2010 devant le Finlandais Peetu Piiroinen, médaille d'argent, et un autre Américain Scott Lago, médaille de bronze.
L'épreuve est remportée par le Suisse Iouri Podladtchikov devant les Japonais Ayumu Hirano et Taku Hiraoka. Shaun White est quatrième.

## Médaillés
| Or                        | Argent             | Bronze             |
| Iouri Podladtchikov (SUI) | Ayumu Hirano (JPN) | Taku Hiraoka (JPN) |

## Calendrier
- Épreuves avec médailles

Tous les horaires sont à l'heure de Moscou (UTC+4).
| Date       | Temps   | Épreuve        |
| ---------- | ------- | -------------- |
| 11 février | 14 h 00 | Qualifications |
| 11 février | 19 h 00 | 1/2 finales    |
| 11 février | 21 h 30 | Finale         |

## Résultats

### Qualification
Les quarante snowbordeurs inscrits sont répartis en deux groupes de vingt concurrents. Dans chaque groupe les trois premiers sont directement qualifiés pour la finale (QF) et les six suivants pour la demi-finale (QS).

#### Groupe 1
| Rang | Dossard | Athlète           | Nationalité | 1er Passage | 2e Passage | Meilleur | Notes |
| ---- | ------- | ----------------- | ----------- | ----------- | ---------- | -------- | ----- |
| 1    | 2       | Ayumu Hirano      | Japon       | 92,25       | 64,75      | 92,25    | QF    |
| 2    | 6       | Christian Haller  | Suisse      | 74,00       | 83,75      | 83,75    | QF    |
| 3    | 17      | David Hablützel   | Suisse      | 48,75       | 81,00      | 81,00    | QF    |
| 4    | 1       | Arthur Longo      | France      | 79,25       | 20,75      | 79,25    | QS    |
| 5    | 19      | Tim-Kevin Ravnjak | Slovénie    | 68,75       | 76,50      | 76,50    | QS    |
| 6    | 18      | Wancheng Shi      | Chine       | 76,00       | 15,50      | 76,00    | QS    |
| 7    | 5       | Gregory Bretz     | États-Unis  | 71,75       | 52,50      | 71,75    | QS    |
| 8    | 13      | Seamus O'Connor   | Irlande     | 66,25       | 71,50      | 71,50    | QS    |
| 9    | 4       | Johann Baisamy    | France      | 71,25       | 36,75      | 71,25    | QS    |

#### Groupe 2
| Rang | Dossard | Athlète             | Nationalité | 1er Passage | 2e Passage | Meilleur | Notes |
| ---- | ------- | ------------------- | ----------- | ----------- | ---------- | -------- | ----- |
| 1    | 25      | Shaun White         | États-Unis  | 95,75       | 70,75      | 95,75    | QF    |
| 2    | 28      | Taku Hiraoka        | Japon       | 92,25       | 63,50      | 92,25    | QF    |
| 3    | 39      | Danny Davis         | États-Unis  | 92,00       | 73,75      | 92,00    | QF    |
| 4    | 27      | Zhang Yiwei         | Chine       | 90,00       | 89,75      | 90,00    | QS    |
| 5    | 24      | Taylor Gold         | États-Unis  | 81,50       | 87,50      | 87,50    | QS    |
| 6    | 33      | Kent Callister      | Australie   | 87,00       | 25,50      | 87,00    | QS    |
| 7    | 29      | Nathan Johnstone    | Australie   | 86,00       | 27,50      | 86,00    | QS    |
| 8    | 26      | Iouri Podladtchikov | Suisse      | 15,00       | 82,00      | 82,00    | QS    |
| 9    | 23      | Jan Scherrer        | Suisse      | 43,50       | 69,75      | 69,75    | QS    |

### Demi-finale
DNS = N'a pas commencé
| Rang | Dossard | Athlète             | Nationalité | 1er Passage | 2e Passage | Meilleur | Notes |
| ---- | ------- | ------------------- | ----------- | ----------- | ---------- | -------- | ----- |
| 1    | 26      | Iouri Podladtchikov | Suisse      | 87.50       | 41.25      | 87.50    | Q     |
| 2    | 5       | Greg Bretz          | États-Unis  | 83.00       | 44.25      | 83.00    | Q     |
| 3    | 33      | Kent Callister      | Australie   | 49.25       | 79.50      | 79.50    | Q     |
| 4    | 27      | Zhang Yiwei         | Chine       | 45.00       | 79.25      | 79.25    | Q     |
| 5    | 18      | Shi Wancheng        | Chine       | 15.50       | 78.50      | 78.50    | Q     |
| 6    | 19      | Tim-Kevin Ravnjak   | Slovénie    | 72.00       | 75.50      | 75.50    | Q     |
| 7    | 29      | Nathan Johnstone    | Australie   | 25.75       | 73.50      | 73.50    |       |
| 8    | 24      | Taylor Gold         | États-Unis  | 26.00       | 60.75      | 60.75    |       |
| 9    | 13      | Seamus O'Connor     | Irlande     | 54.00       | 43.00      | 54.00    |       |
| 10   | 4       | Johann Baisamy      | France      | 18.50       | 37.00      | 37.00    |       |
| 11   | 1       | Arthur Longo        | France      | 12.00       | 31.75      | 31.75    |       |
| –    | 23      | Jan Scherrer        | Suisse      | DNS         | DNS        | DNS      | DNS   |

### Finale
| Rang                                | Dossard | Athlète             | Nationalité | 1er Passage | 2e Passage | Meilleur |
| ----------------------------------- | ------- | ------------------- | ----------- | ----------- | ---------- | -------- |
| Médaille d'or, Jeux olympiques      | 26      | Iouri Podladtchikov | Suisse      | 86.50       | 94.75      | 94.75    |
| Médaille d'argent, Jeux olympiques  | 2       | Ayumu Hirano        | Japon       | 90.75       | 93.50      | 93.50    |
| Médaille de bronze, Jeux olympiques | 28      | Taku Hiraoka        | Japon       | 45.50       | 92.25      | 92.25    |
| 4                                   | 25      | Shaun White         | États-Unis  | 35.00       | 90.25      | 90.25    |
| 5                                   | 17      | David Hablützel     | Suisse      | 80.75       | 88.50      | 88.50    |
| 6                                   | 27      | Zhang Yiwei         | Chine       | 87.25       | 58.50      | 87.25    |
| 7                                   | 18      | Shi Wancheng        | Chine       | 81.00       | 25.00      | 81.00    |
| 8                                   | 19      | Tim-Kevin Ravnjak   | Slovénie    | 72.25       | 16.50      | 72.25    |
| 9                                   | 33      | Kent Callister      | Australie   | 40.00       | 68.50      | 68.50    |
| 10                                  | 39      | Danny Davis         | États-Unis  | 53.00       | 45.25      | 53.00    |
| 11                                  | 6       | Christian Haller    | Suisse      | 46.25       | 51.50      | 51.50    |
| 12                                  | 5       | Greg Bretz          | États-Unis  | 21.75       | 26.50      | 26.50    |